# Blue guitar
Blue guitar is een van de twee singles van Justin Hayward en John Lodge, die het uitgaven toen hun band The Moody Blues inactief was.
Onder beider namen werd in 1975 het album Blue Jays uitgebracht, dat succesvol was in de Verenigde Staten, Engeland en Nederland.
De geschiedenis van de single bestaat uit twee verschillende verhalen.
- Hayward in 1977: Hij had samen met 10cc in hun studio een aantal opnamen gemaakt die hij/zij wilde(n) uitgeven onder de noemen Justin Hayward en 10cc. De platenlabels wilden daar niet aan meewerken. Het kon in hun ogen alleen onder de noemer van Blue Jays.[1]
- Hayward in 2004 (heruitgave Blue Jays) en Feakes: Om het album en bijbehorende tournee te promoten vroeg Decca Records, baas over Threshold Records of ze nog na I dreamed last night nog een single konden uitgegeven. Hayward en Lodge vonden dat niet terug op het album. Hayward had echter voorafgaand aan de opnamen enige demosessies gehouden met 10cc in hun geluidsstudio Strawberry Studio. The Moody Blues en 10cc deelden in die periode geluidstechnicus Derek Varnals. Hayward keek in die verzameling en vond vervolgens Blue guitar wel geschikt als single. Del Newman nam de originele opnamen onderhanden en zette er middels orkestleden van het Hallé Orchestra een orkestratie bij.[2]

Blue guitar werd opgenomen met Lol Creme (gitaar, zang), Eric Stewart (toetsen, zang, geluidstechnicus), Kevin Godley, (drums, zang) en Graham Gouldman (basgitaar, zang). Vaste Moodiesproducer Tony Clarke werd als co-producent vermeld. Haywards gitaarsolo op Gibson ES-335 klinkt daarbij meer als 10cc dan als The Moody Blues. Hayward en Lodge maakten het geheel klaar voor uitgifte. Op de Britse platenhoes is een blauwe gitaar te zien, de Nederlandse en Belgische persing een portret van beide heren.
B-kant werd When you wake up van het album
De single was voornamelijk in Engeland succesvol. Het stond zeven weken genoteerd met plaats 8 als hoogste notering.
Hayward en Lodge gingen vervolgens hun eigen weg.
Bernd Clüver gaf het in 1979 onder de originele titel als cover uit met een Duitse tekst van Peter Orloff.